# مسابقات قهرمانی بسکتبال باشگاه‌های غرب آسیا
بسکتبال قهرمانی باشگاه های غرب آسیا،بین سال های ۲۰۱۱ و ۲۰۱۲ معروف به لیگ بسکتبال غرب آسیا، قهرمانی باشگاه های غرب آسیا برای بسکتبال است که توسط انجمن بسکتبال غرب آسیا برگزار می شود و هر ساله برگزار می شود ، همچنین به عنوان یک مسابقات مقدماتی برای قهرمانی باشگاه های آسیاست.

## نتایج
| سال  | میزبان                     | قهرمان                     | نتیجه                      | نایب قهرمان                | تیم سوم                            |
| ---- | -------------------------- | -------------------------- | -------------------------- | -------------------------- | ---------------------------------- |
| ۱۹۹۸ | امان                       | الریاضی                    | رقابت دوره ای              | الجزیره                    | ذوب آهن                            |
| ۱۹۹۹ | امان                       | ارتدکس                     | رقابت دوره ای              | الکووا الجوویه             | القدس                              |
| ۲۰۰۰ | دمشق                       | الوحده                     | رقابت دوره ای              | ذوب آهن                    | الکووا الجوویه                     |
| ۲۰۰۱ | دمشق                       | الوحده                     | رقابت دوره ای              | ارتدکس                     | الاتحاد                            |
| ۲۰۰۲ | بیروت                      | ساگس                       | رقابت دوره ای              | ارتدکس                     | الکرخ                              |
| ۲۰۰۳ | تهران                      | صنام                       | رقابت دوره ای              | آرنا                       | ذوب آهن                            |
| ۲۰۰۴ | دمشق                       | ساگس                       | رقابت دوره ای              | الوحده                     | صنام                               |
| ۲۰۰۵ | امان                       | ساگس                       | رقابت دوره ای              | صبا باتری                  | الزین                              |
| ۲۰۰۶ | -                          | -                          | برگزار نشد                 | صبا باتری ساگس             | الجلاء                             |
| ۲۰۰۷ | حلب                        | صبا باتری                  | ۷۹-۸۲                      | الجلاء                     | ستارگان آبی                        |
| ۲۰۰۸ | بندر ماهشهر                | الریاضی                    | ۸۲-۸۳ (و)                  | صبا باتری                  | پتروشیمی بندر امام                 |
| ۲۰۰۹ | امان                       | مهرام                      | ۸۵-۹۶                      | الزین                      | صبا باتری                          |
| ۲۰۱۰ | تهران                      | مهرام                      | رقابت دوره ای              | الجلاء                     | ذوب آهن                            |
| ۲۰۱۱ | -                          | الریاضی                    | رقابت دوره ای              | الجلاء                     | مهرام                              |
| ۲۰۱۲ | -                          | مهرام                      | رقابت دوره ای              | الریاضی                    |                                    |
| ۲۰۱۳ | دهوک                       | چمپویل                     | رقابت دوره ای              | فولاد ماهان                | پتروشیمی بندر امام                 |
| ۲۰۱۴ | تهران                      | مهرام                      | ۷۳-۹۰                      | پتروشیمی بندر امام         | دانشگاه علمی کاربردی (تیم بسکتبال) |
| ۲۰۱۶ | امان                       | پتروشیمی بندر امام         | ۶۸-۷۰                      | الریاضی                    | دانشگاه آزاد                       |
| ۲۰۱۷ | امان                       | الریاضی                    | ۶۹-۸۳                      | پتروشیمی بندر امام         | پالایش نفت آبادان                  |
| ۲۰۱۸ | بیروت                      | پتروشیمی بندر امام         | رقابت دوره ای              | الریاضی                    | رام الله                           |
| ۲۰۱۹ | بغداد                      | شیمیدر                     | رقابت دوره ای              | پتروشیمی بندر امام         | نفت بغداد                          |
| ۲۰۲۰ | لغو به دلیل همه گیری کرونا | لغو به دلیل همه گیری کرونا | لغو به دلیل همه گیری کرونا | لغو به دلیل همه گیری کرونا | لغو به دلیل همه گیری کرونا         |
| ۲۰۲۱ | لغو به دلیل همه گیری کرونا | لغو به دلیل همه گیری کرونا | لغو به دلیل همه گیری کرونا | لغو به دلیل همه گیری کرونا | لغو به دلیل همه گیری کرونا         |
| ۲۰۲۲ | بیروت                      |                            |                            |                            |                                    |

## عناوین تیمی
| تیم                                | قهرمان                     | نایب قهرمان          | سوم                  |
| ---------------------------------- | -------------------------- | -------------------- | -------------------- |
| الریاضی                            | ۴ (۱۹۹۸, ۲۰۰۸, ۲۰۱۱, ۲۰۱۷) | ۳ (۲۰۱۲, ۲۰۱۶, ۲۰۱۸) |                      |
| مهرام                              | ۴ (۲۰۰۹, ۲۰۱۰, ۲۰۱۲, ۲۰۱۴) |                      | ۱ (۲۰۱۱)             |
| ساگس                               | ۳ (۲۰۰۲, ۲۰۰۴, ۲۰۰۵)       | ۱ (۲۰۰۶)             |                      |
| پتروشیمی بندر امام                 | ۲ (۲۰۱۶, ۲۰۱۸)             | ۳ (۲۰۱۴, ۲۰۱۷, ۲۰۱۹) | ۲ (۲۰۰۸, ۲۰۱۳)       |
| الوحده                             | ۲ (۲۰۰۰, ۲۰۰۱)             | ۱ (۲۰۰۴)             |                      |
| صبا باتری                          | ۱ (۲۰۰۷)                   | ۳ (۲۰۰۵, ۲۰۰۶, ۲۰۰۸) | ۱ (۲۰۰۹)             |
| ارتدکس                             | ۱ (۱۹۹۹)                   | ۲ (۲۰۰۱, ۲۰۰۲)       |                      |
| صنام                               | ۱ (۲۰۰۳)                   |                      | ۱ (۲۰۰۴)             |
| چمپویل                             | ۱ (۲۰۱۳)                   |                      |                      |
| شیمیدر                             | ۱ (۲۰۱۹)                   |                      |                      |
| الجلاء                             |                            | ۳ (۲۰۰۷, ۲۰۱۰, ۲۰۱۱) | ۱ (۲۰۰۶)             |
| ذوب آهن                            |                            | ۱ (۲۰۰۰)             | ۳ (۱۹۹۸, ۲۰۰۳, ۲۰۱۰) |
| الکووا الجوویه                     |                            | ۱ (۱۹۹۹)             | ۱ (۲۰۰۰)             |
| الزین                              |                            | ۱ (۲۰۰۹)             | ۱ (۲۰۰۵)             |
| الجزیره                            |                            | ۱ (۱۹۹۸)             |                      |
| آرنا                               |                            | ۱ (۲۰۰۳)             |                      |
| فولاد ماهان                        |                            | ۱ (۲۰۱۳)             |                      |
| القدس                              |                            |                      | ۱ (۱۹۹۹)             |
| الاتحاد                            |                            |                      | ۱ (۲۰۰۱)             |
| الکرخ                              |                            |                      | ۱ (۲۰۰۲)             |
| ستاره های آبی                      |                            |                      | ۱ (۲۰۰۷)             |
| دانشگاه علمی کاربردی (تیم بسکتبال) |                            |                      | ۱ (۲۰۱۴)             |
| دانشگاه آزاد                       |                            |                      | ۱ (۲۰۱۶)             |
| پالایش نفت آبادان                  |                            |                      | ۱ (۲۰۱۷)             |
| رام الله                           |                            |                      | ۱ (۲۰۱۸)             |
| نفت بغداد                          |                            |                      | ۱ (۲۰۱۹)             |

## عنوان بر اساس کشور
| رتبه           | کشور           | طلا | نقره | برنز | مجموع |
| -------------- | -------------- | --- | ---- | ---- | ----- |
| ۱              | ایران          | ۹   | ۸    | ۱۰   | ۲۷    |
| ۲              | لبنان          | ۸   | ۴    | ۱    | ۱۳    |
| ۳              | سوریه          | ۲   | ۴    | ۲    | ۸     |
| ۴              | اردن           | ۱   | ۵    | ۲    | ۸     |
| ۵              | عراق           | ۰   | ۱    | ۳    | ۴     |
| ۶              | فلسطین         | ۰   | ۰    | ۲    | ۲     |
| مجموع (۶ کشور) | مجموع (۶ کشور) | ۲۰  | ۲۲   | ۲۰   | ۶۲    |